# Giuseppe Elia (compositore)
Giuseppe Elia (Atina, 1757 circa – Napoli, 3 gennaio 1827) è stato un compositore e clavicembalista italiano.

## Opere[2]
- La pupilla astuta (Palermo, Teatro di Santa Cecilia, 1792; Padova, Teatro Nuovo, autunno 1794)
- Il viaggiatore ridicolo (Napoli, Teatro Nuovo, 1799)
- La donna di bell'umore (Napoli, Teatro Nuovo, 1803)